# Munkfors
Munkfors – miejscowość (tätort) w Szwecji, w regionie administracyjnym (län) Värmland, w gminie Munkfors.
Według danych Szwedzkiego Urzędu Statystycznego liczba ludności wyniosła: 2834 (31 grudnia 2015), 2957 (31 grudnia 2018) i 2919 (31 grudnia 2019).